# Xian de Chengde
Le xian de Chengde (承德县 ; pinyin : Chéngdé Xiàn) est un district administratif de la province du Hebei en Chine. Il est placé sous la juridiction de la ville-préfecture de Chengde.

## Démographie
La population du district était de 469 998 habitants en 1999.